# I Used to Know Her
I Used to Know Her là album tổng hợp thứ hai của nữ ca sĩ người Mỹ H.E.R., được RCA Records phát hành vào ngày 30 tháng 8 năm 2019. Album bao gồm các bài hát nằm trong các EP I Used to Know Her: The Prelude (2018) và I Used to Know Her: Part 2 (2018) của nữ ca sĩ, cũng như bổ sung thêm 5 bài cùng nhiều phiên bản mở rộng của các bài hát "Going", "Be On My Way" và "The Lord is Coming".
Tại Giải Grammy lần thứ 62, album nhận được đề cử ở hạng mục Album của năm, qua đó trở thành đề cử lần thứ hai liên tiếp của H.E.R. ở hạng mục này. Đĩa đơn mở đường và bài hát "Could've Been" hợp tác với Bryson Tiller cũng được đề cử cho Bài hát R&B xuất sắc nhất và Trình diễn R&B xuất sắc nhất. Đĩa đơn thứ hai từ album, "Hard Place", được đề cử ở các hạng mục Bài hát của năm và Thu âm của năm.

## Các đĩa đơn và quảng bá
Vào ngày 4 tháng 4 năm 2019, H.E.R. ra mắt video âm nhạc của ca khúc "Hard Place". Cô cũng biểu diễn trực tiếp ca khúc trong chương trình The Late Show with Stephen Colbert và tại lễ trao giải Grammy năm 2019. Vào ngày 25 tháng 6, cô phát hành đĩa đơn "Racks" hợp tác với YBN Cordae. Đĩa đơn kế tiếp được phát hành vào ngày 26 tháng 7 và có tựa đề "21".

## Danh sách bài hát
| STT | Nhan đề                                     | Sáng tác | Sản xuất                    | Thời lượng |
| --- | ------------------------------------------- | --- | --------------------------- | ---------- |
| 1.  | "Lost Souls" (hợp tác với DJ Scratch)       | Gabi Wilson David "Swagg R'celious" Harris Frederick Hibberts Jeff "Gitty" Gitelman Keithen Foster Ms. Lauryn Hill Tiara Thomas | Harris Gitty Bassman Foster | 2:33       |
| 2.  | "Fate"                                      | Wilson Ashworth Harris Ruby Amanfu                                                                                              | Craig Balmoris Bēkon Rappy  | 3:13       |
| 3.  | "Carried Away"                              | Wilson Dernst Emile II Keithen Foster Sam Ashworth                                                                              | T-Minus                     | 3:41       |
| 4.  | "Going (Bản đầy đủ)"                        | Wilson Harris SoundzFire | D'Mile                      | 2:53       |
| 5.  | "Be on My Way (Bản đầy đủ)"                 | Harris Dernst "D'Mile" Emile II Wilson Sam Ashworth                                                                             | Harris DMile85              | 2:37       |
| 6.  | "Can’t Help Me"                             | Wilson Ronald Colson Jeff Gitelman Sam Ashworth                                                                                 | Gitty Flippa                | 2:53       |
| 7.  | "Something Keeps Pulling Me Back"           | |                             | 3:05       |
| 8.  | "Feel a Way"                                | Elijah Dias Wilson Strother Gitelman Ronald "Flippa" Colson                                                                     | Gitty Flippa                | 3:27       |
| 9.  | "21"                                        | |                             | 3:15       |
| 10. | "Racks" (hợp tác với YBN Cordae)            | |                             | 3:41       |
| 11. | "I'm Not OK"                                | Wilson Sam Ashworth | Swagg R’Celious D'Mile      | 3:26       |
| 12. | "Against Me"                                | Carl McCormick Wilson Hue "SoundzFire" Strother Jeffrey Rashad Williams Nima Jahanbin Paimon Jahanbin                           | Jeffrey Rashad Williams     | 4:30       |
| 13. | "Could've Been" (hợp tác với Bryson Tiller) | Harris Emile Wilson Strother | DMile85                     | 4:08       |
| 14. | "Good to Me"                                | |                             | 7:12       |
| 15. | "Take You There"                            | Wilson Ali P Modesty Lycan Edwin Elijah Diaz                                                                                    | Flippa Gitty                | 4:02       |
| 16. | "As I Am"                                   | Dias Wilson Strother Gitelman Colson                                                                                            | Flippa Gitty                | 4:00       |
| 17. | "Hard Place"                                | Wilson Harris Ruby Amanfu | Rodney Jerkins              | 4:32       |
| 18. | "Uninvited (Trực tiếp)"                     | |                             | 3:43       |
| 19. | "Lord Is Coming" (hợp tác với YBN Cordae)   | Wilson Alanna Boudreau | Craig Balmoris Bēkon Rappy  | 6:09       |

## Xếp hạng

### Xếp hạng tuần
| Bảng xếp hạng (2019)       | Vị trí cao nhất |
| -------------------------- | --------------- |
| Album Hoa Kỳ Billboard 200 | 86              |